# Scala (speleologia)

Una discesa su scala

La scala  è stata l'attrezzatura fondamentale che per lunghi anni ha permesso agli speleologi di esplorare le grotte a sviluppo verticale, quali i  pozzi  e gli abissi. 

La scala del grottista era di tipo flessibile, ed assomigliava un po' alla scala biscaglina utilizzata in ambito nautico. 
Le prime scale erano così costituite:
- i pioli erano in legno duro
- i montanti laterali erano in corda, con un numero di trefoli pari, in quanto i gradini vi passavano all'interno e dovevano essere centrati
- le asole alle estremità delle corde erano avvolte su delle radance  per proteggerle dall'usura
- all'interno della radancia veniva  infilato un robusto anello di catena, che su uno dei lati lunghi portava un intaglio ad “X”

Le scale venivano approntate in spezzoni di dieci o di venti metri, che venivano arrotolati  per il trasporto. Al momento del loro utilizzo i vari spezzoni venivano collegati tra loro innestando gli anelli di catena di una scala a quelli dell'altra, fino a formare la lunghezza totale necessaria all'esplorazione. Questo tipo di anelli erano chiamati anche “maglie all'italiana” o “anelli italiani”.
Col tempo si iniziò ad utilizzare materiali migliori per la costruzione, per cui per i montanti si utilizzò il cavetto di acciaio al posto della corda, i pioli vennero costruiti in lega d'alluminio invece che in legno,  e gli anelli di catena vennero rimpiazzati dai moschettoni.
La discesa su scala veniva fatta sempre "in sicurezza", cioè assicurati ad una corda opportunamente trattenuta dai compagni di esplorazione, in modo da evitare infortuni in caso di scivolamenti, stanchezza, cadute od altri imprevisti  
Da alcuni decenni l'utilizzo delle scale è stato abbandonato a favore della più pratica tecnica di discesa e di risalita su sola corda,  ma la scala va ricordata in quanto è l'attrezzatura  che ha consentito l'esplorazione della maggior parte delle cavità a sviluppo verticale conosciute.

## Galleria d'immagini

Particolare di una scala di corda
Una scala in cavetto d’acciaio arrotolata